# 王貴嬪
王贵嫔（?526年前—540年代549年前），会稽郡山阴县人。南朝梁元帝萧绎的贵嫔。

## 生平
王氏是湘东王国常侍王显嗣的二女儿，南梁末年大臣王琳的次姐。
萧绎为湘东王时，王氏和次妹即是他的妾室。萧绎不喜欢王妃徐昭佩，而喜欢王氏。王氏为他生下次子萧方诸、第十子萧方略。亦有早夭的儿子。
王妃徐昭佩的相关记载中，王氏很年轻就过世了，而萧绎一直认为是徐昭佩害死的王氏。最终，徐昭佩在太清三年（549年）被逼自杀。其它记载则称，萧绎在552年登基后，册封王氏为贵嫔。王贵嫔的次妹拜爲良人。两人一起蒙受宠幸。